# Mindre vallsnäcka
Mindre vallsnäcka (Monacha cartusiana) är en snäckart som först beskrevs av Otto Friedrich Müller 1774.  Mindre vallsnäcka ingår i släktet Monacha, och familjen hedsnäckor. IUCN kategoriserar arten globalt som livskraftig. Arten har ej påträffats i Sverige.

## Bildgalleri

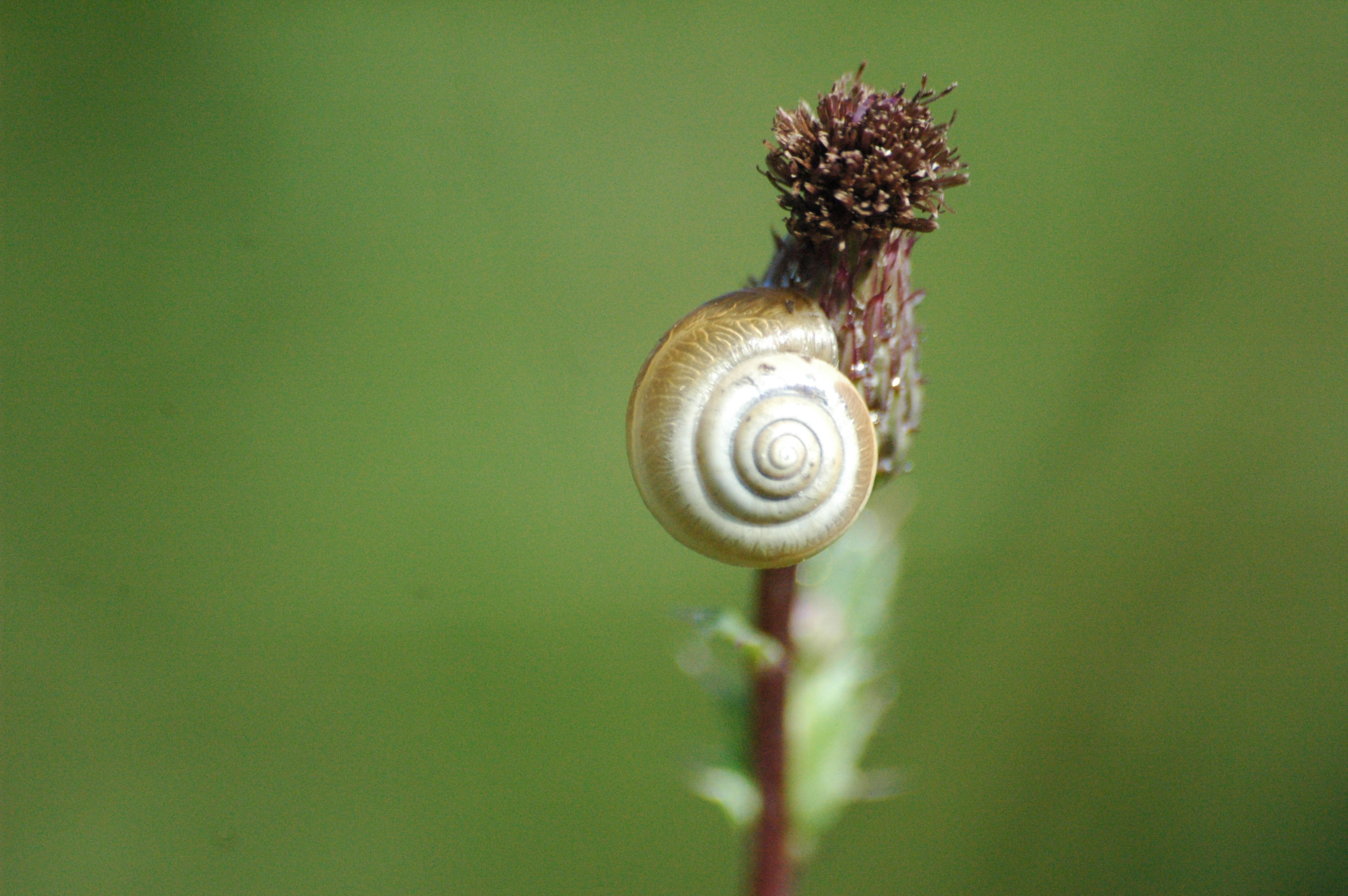
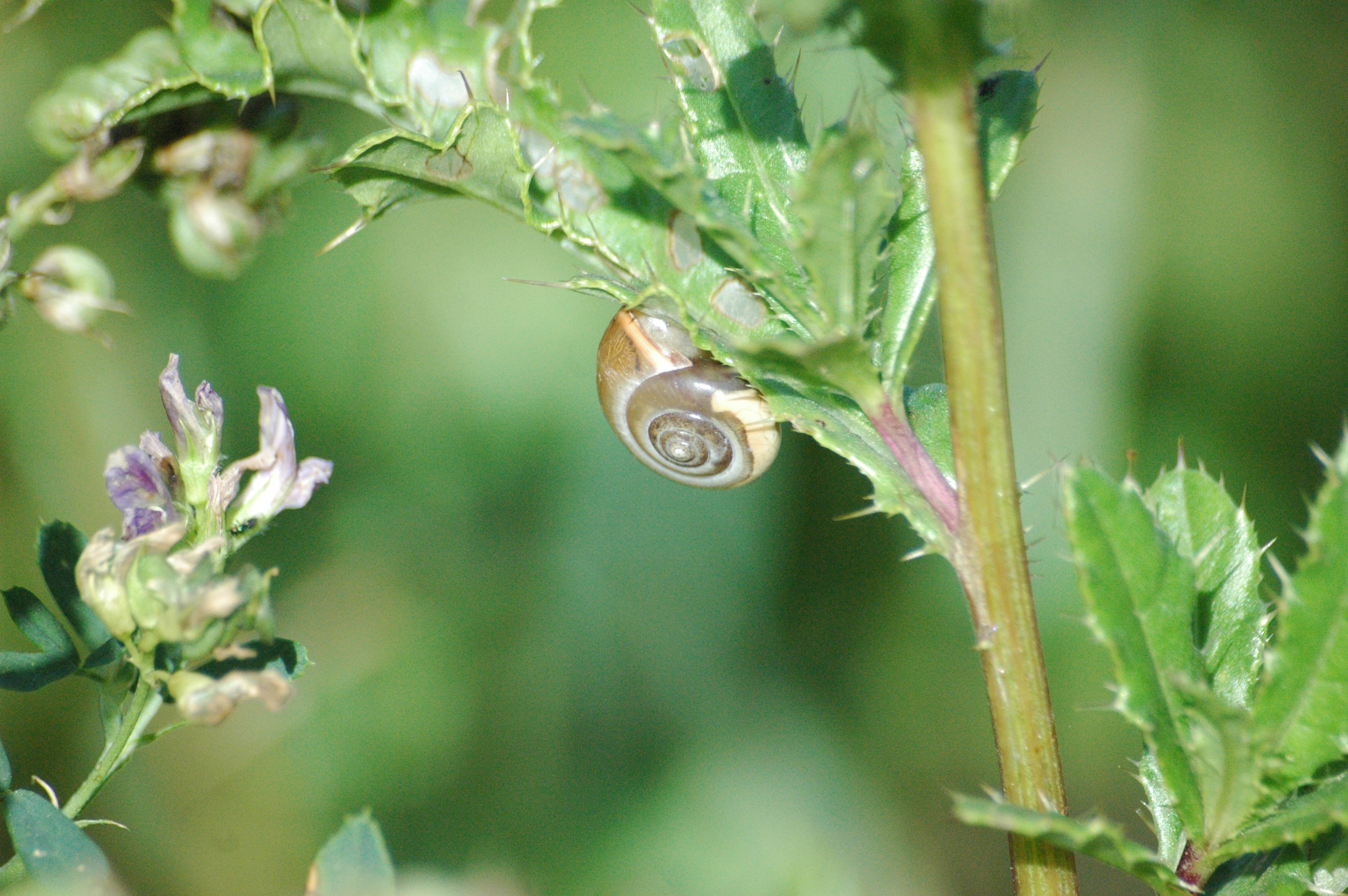
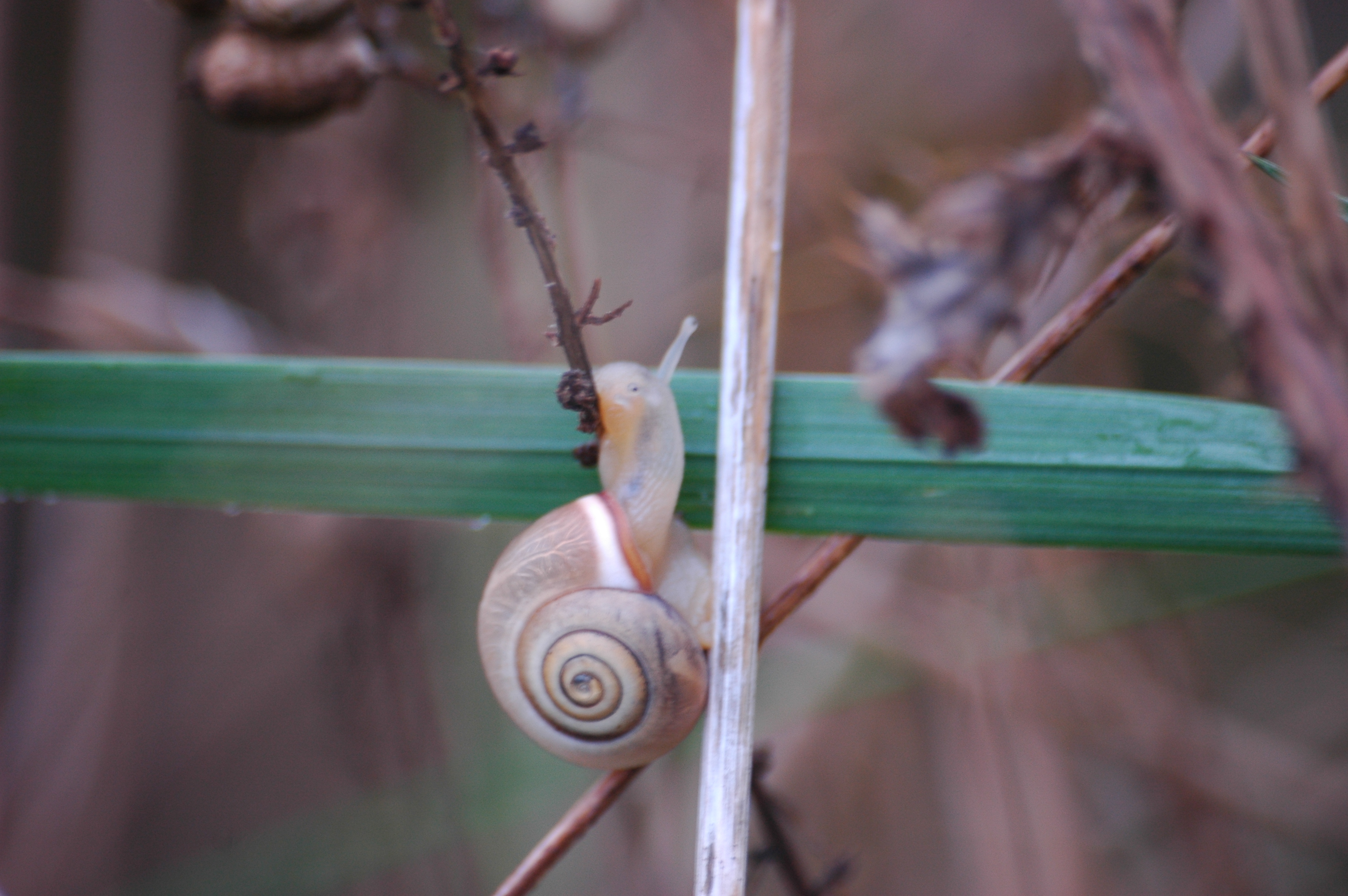
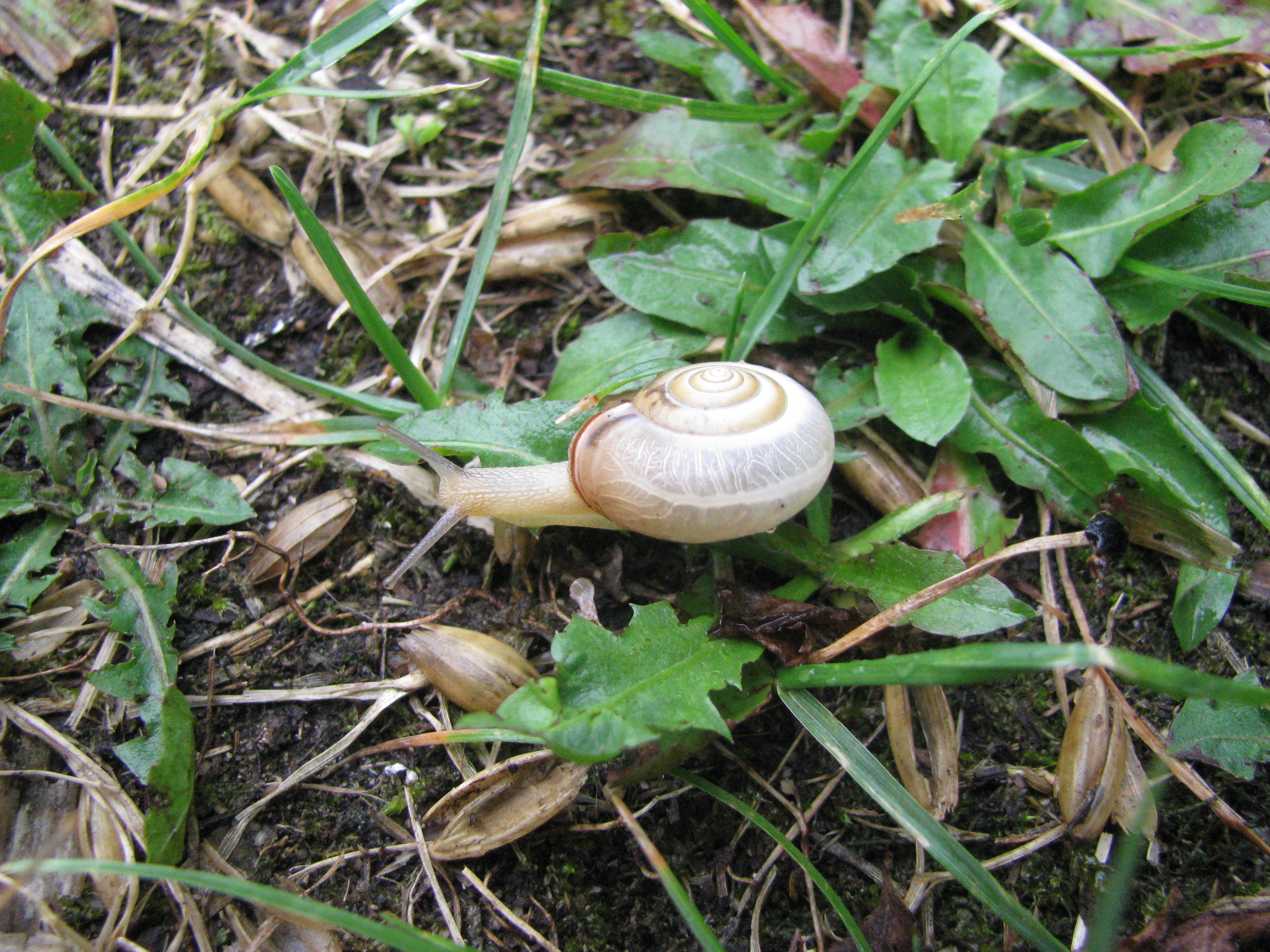
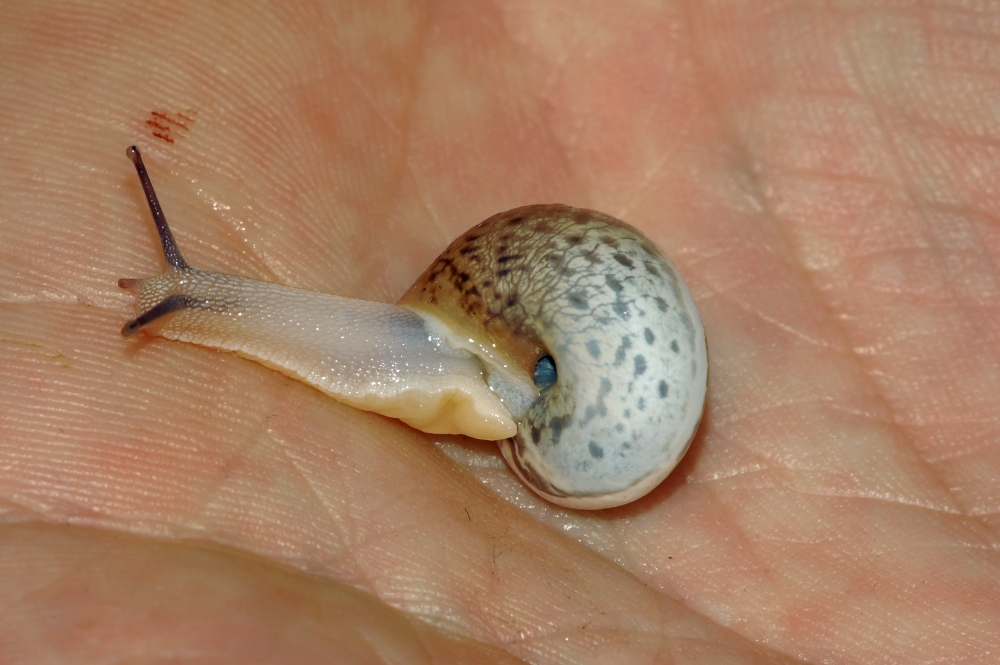
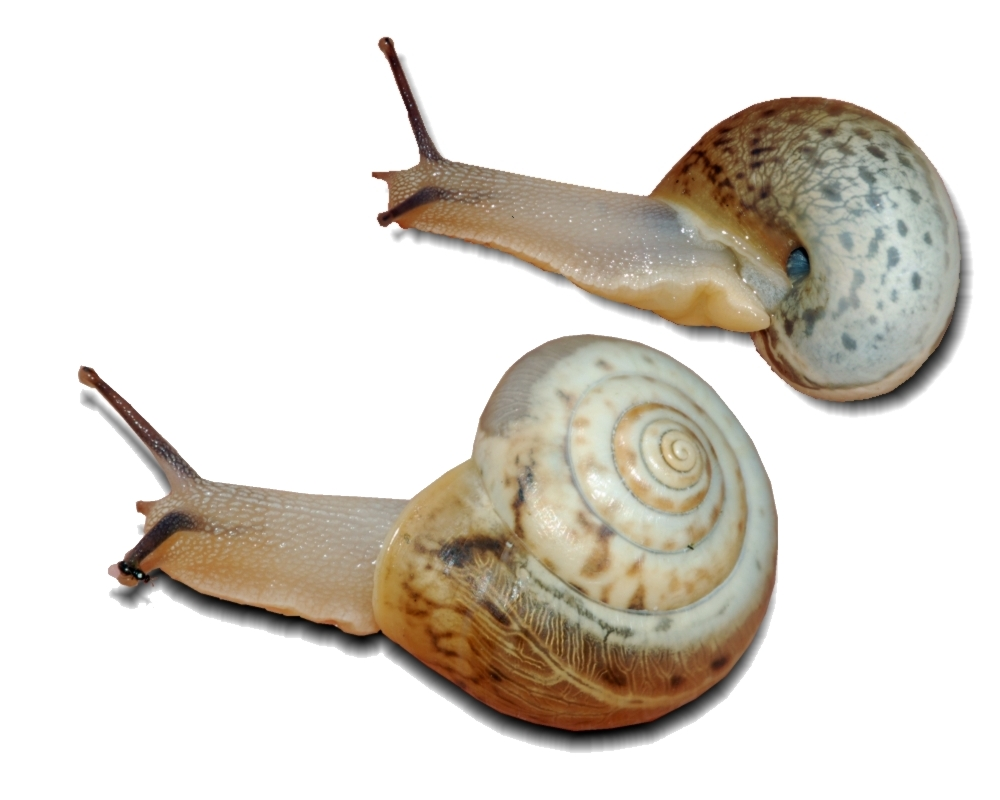